# رزم‌ناو کلاس کنگو
بتل‌کروزر کلاس کنگو (به انگلیسی: Kongō-class battlecruiser) یک کلاس از کشتی است که طول آن ۲۱۴٫۵۸ متر (۷۰۴ فوت ۰ اینچ) می‌باشد.